# 亨利·米纳尔
亨利·米纳尔（Henri Mineur，1889年3月7日—1954年5月7日），是一位法国天文学家暨数学家。
他出生于里尔，1917年进入巴黎高等师范学校并在班级中成绩名列第一，但一战爆发后，他毅然弃学从戎。战后，在1921年获得学士学位，除了继续攻读硕士学位外，他还在杜塞尔多夫教授数学，1924年获得了博士学位。
由于他对天文学有着浓厚的兴趣，1925年他放弃了教师生涯，加入了巴黎天文台。在天文事业中，他作出了许多杰出的贡献。他观察了恒星与星系核的运动变化，发现了星系轨道中逆行运行的球状星团，并找出了造父变星周光律中一个导致宇宙尺寸被明显低估的重大错误。
1936年，他在巴黎成立了天体物理学研究所并成为该机构负责人，并在这一岗位上度过了他的一生。
二战期间，他曾多次冒着生命危险，参与法国抵抗纳粹占领的活动。战后，从1950年始其健康状况逐惭恶化，心、肝等脏器均出现问题，1954年5月7日他在法国巴黎去世。
月球上的米纳尔环形山就是以他的名字命名的。

## 备注
1. ↑  Robertson, H. P.  (PDF). Bull. Amer. Math. Soc. 1935, 41 (09): 611  [2017-07-29]. doi:10.1090/s0002-9904-1935-06152-x. （原始内容存档 (PDF)于2020-03-19）.
2. ↑  Copeland, A. H.  (PDF). Bull. Amer. Math. Soc. 1938, 44 (11): 766  [2017-07-29]. doi:10.1090/s0002-9904-1938-06880-2. （原始内容存档 (PDF)于2020-03-20）.